# 丑寅勤行
丑寅勤行（うしとらごんぎょう）とは、日蓮正宗の貫首（大石寺の住職）が、毎朝丑寅の時刻（＝午前２時～４時）に行なう朝の勤行（五座の勤行）のことをいう。現在は午前2時30分から行われている。

## 概要
貫首が朝の勤行をなぜこのような特異な時間に行うのかについての法門的理由付けとして
1. 釈迦が菩提樹下で成道した時間である
2. また三世（過去・現在・未来）の諸仏が成道した（する）時間である[1]
3. 日蓮が竜の口で法難を受けた時間で、末法の本仏としての本地を顕した[2]
4. 釈迦が寂滅したクシナガラが霊鷲山からみて艮（うしとら）の方にあるため、勤行の場を法華経に描かれる虚空会が開かれている霊鷲山として寂滅の場を望む。釈迦の寂滅は2月15日であり、日蓮の生誕が2月16日であるため、これは日蓮の生誕を予期するものでもある[3]
5. 釈迦が法華経を説いたとされる霊鷲山がマガダ国の王都ラージャグリハからみて艮の方にあるため[4]、穢土から霊山浄土を望む
6. 死没の前に自身の大檀那である波木井実長に向けて「霊鷲山の艮の廊にお尋ねください、必ずお待ち申し上げています」[5]と述べたため

これらを理由として、丑寅の時刻に行われる貫首の朝の勤行を「丑寅勤行」として特に意義付けられる。日蓮の教説においてしばしば艮の方角と丑寅の時刻が特別なものとして言及されることは事実であり、丑寅勤行は現在の日蓮正宗・大石寺に於ける宗教実践として重要な位置を占めているが、その起源は必ずしも明確ではない。大石寺住持による朝の五座の勤行は本来は山内の五ヶ所（天壇・本堂・御影堂・客殿・墓所）を巡回して一座づつ行われるものであったが、江戸時代初期にそれを一カ所で（現在は客殿）で行うようになり、後に現在に見るような儀式的な形態へと発展した。その時刻についても、貫首による朝の五座の勤行が丑寅の刻に定めて行われていたとする記述は江戸時代以前に遡ることはできない。
なお、睡眠を中断して集中的な祈りを実践するという方法は洋の東西を問わず存在し（たとえばカトリック教会ではカルトジオ修道会など）、変性意識状態をもたらす技法として各宗教に見られるものである。丑寅勤行もまたそのような技法のひとつとして位置づけられよう。